# Warren Luhning
Warren Archard Luhning (Kanada, Alberta, Edmonton, 1975. július 3. –) profi jégkorongozó.

## Karrier
Az 1993-as NHL-drafton a New York Islanders választotta ki őt a negyedik kör 92. helyén. Négy szezont a Michigan Egyetemen játszott 1993–1997 között. Miután megszerezte a diplomáját az AHL-ben játszott egy idényt a Kentucky Thoroughbladesben. Ugyan ebben az idényban az Islanders felhivta az NHL-be nyolc mérkőzés erejéig amelyeken nem szerzett pontot. A következő idényt ismét az AHL-ben kezdte a Lowell Lock Monsters csapatánban de ismét kapott 11 mérkőzésnyi lehetőséget az Islanderstől amiken szintén nem szerzett pontot. 1999–2000-ben az IHL-ben szereplő Michigan K-Wingsben játszott majd a Dallas Starshoz került tíz mérkőzésre és egy gólpasszt adott. Sérülések miatt vonult vissza nagyon korán.